# Émile-Auguste Doumet
Pour les articles homonymes, voir Doumet.
Émile-Auguste Doumet, né le 13 décembre 1796 à Paris et mort le 24 janvier 1869 à Paris, est un militaire et homme politique français.

## Biographie
Émile-Auguste Doumet est le fils de Jean-Baptiste Doumet, officier de cavalerie et maire de Sète, et d'Aglaé Adanson, fondatrice de l'arboretum de Balaine et fille de Michel Adanson.
À la Première Restauration, il s'engagea, le 1er juillet 1814, comme lieutenant dans la première compagnie des mousquetaires de la garde du roi. Il passa au 5e régiment de hussards le 11 août 1819, puis entra comme sous-aide-major au 8e d'artillerie en 1820. Il prit part à l'expédition d'Espagne en 1823 où il fut blessé et deux fois cité (chevalier de la Légion d'honneur en novembre 1823) et quitta le service en 1848 avec le grade de chef d'escadron d'état-major.
Maire de Sète de 1849 à 1865, il est élu, le 19 septembre 1852, député au Corps législatif par la première circonscription de l'Hérault, avec 13 697 voix sur 14 099 votants, en remplacement de Parmentier, décédé. Réélu, comme candidat officiel, le 22 juin 1857, il échoua, le 1er juin 1863.
Marié à Félice Jubé de La Perelle, fille du général Auguste Jubé, baron de La Perelle, il est le père du botaniste Napoléon Doumet-Adanson.

## Sources
- « Émile-Auguste Doumet », dans Adolphe Robert et Gaston Cougny, Dictionnaire des parlementaires français, Edgar Bourloton, 1889-1891 [détail de l’édition]

## Fonds d'archives
- Fonds : Archives Emile Auguste Doumet (1831-1837).  Cote : 1 J 1457. Montpellier : Archives départementales de l'Hérault (présentation en ligne).